# 鵝鑾鼻保安宮
21°54′14″N 120°51′05″E / 21.903945°N 120.851409°E
鵝鑾鼻保安宮，是位於臺灣屏東縣恆春鎮鵝鑾里、臺灣本島最南端的土地廟。

## 沿革
傳說神像是臺灣清治時期為興建鵝鑾鼻燈塔的工人從湄州島帶來。原木雕神像供奉於在鵝鑾鼻珊瑚礁岩洞，因風吹雨淋又信徒參拜不便，邱姓信徒臨時安置在鵝鑾鼻居民張進秀家裡，直到戰後時期信徒募捐，即在現址鵝鑾鼻公園左側興建廟宇，取名「保安宮」。但當時政府辦理土地登記時沒去登記，因此土地所有權歸政府所有。1986年辦理寺廟登記。
此廟是臺灣本島最南端的土地公廟。廟宇建造方位坐東朝西。歷經7屆管理委員會主委李南宏、江宗萬、吳清鳳、周志成、葉啟東等人率委員擴建，又在2002年增建屋頂雕塑彩繪及左右護室。
2009年，乩童說祖廟是來自湄州一間石雕土地公小廟，本地信徒歲遂連續三年三次登陸尋根，並捐助50萬元擴建祖廟。廟方主委葉啟東表示是一位信徒依循夢境找尋找到的，而供奉的土地公和保安宮的神像相同。
多年來有廟無地，經由管委會副主委李梅菁向立法委員蘇震清陳情後，購回部分地，剩下部分得以向國有財產署承租。廟方為擴建廟宇、發展廟務，還在2012年聘請專人設計文創品，並請蘇震清為廟宇代言。

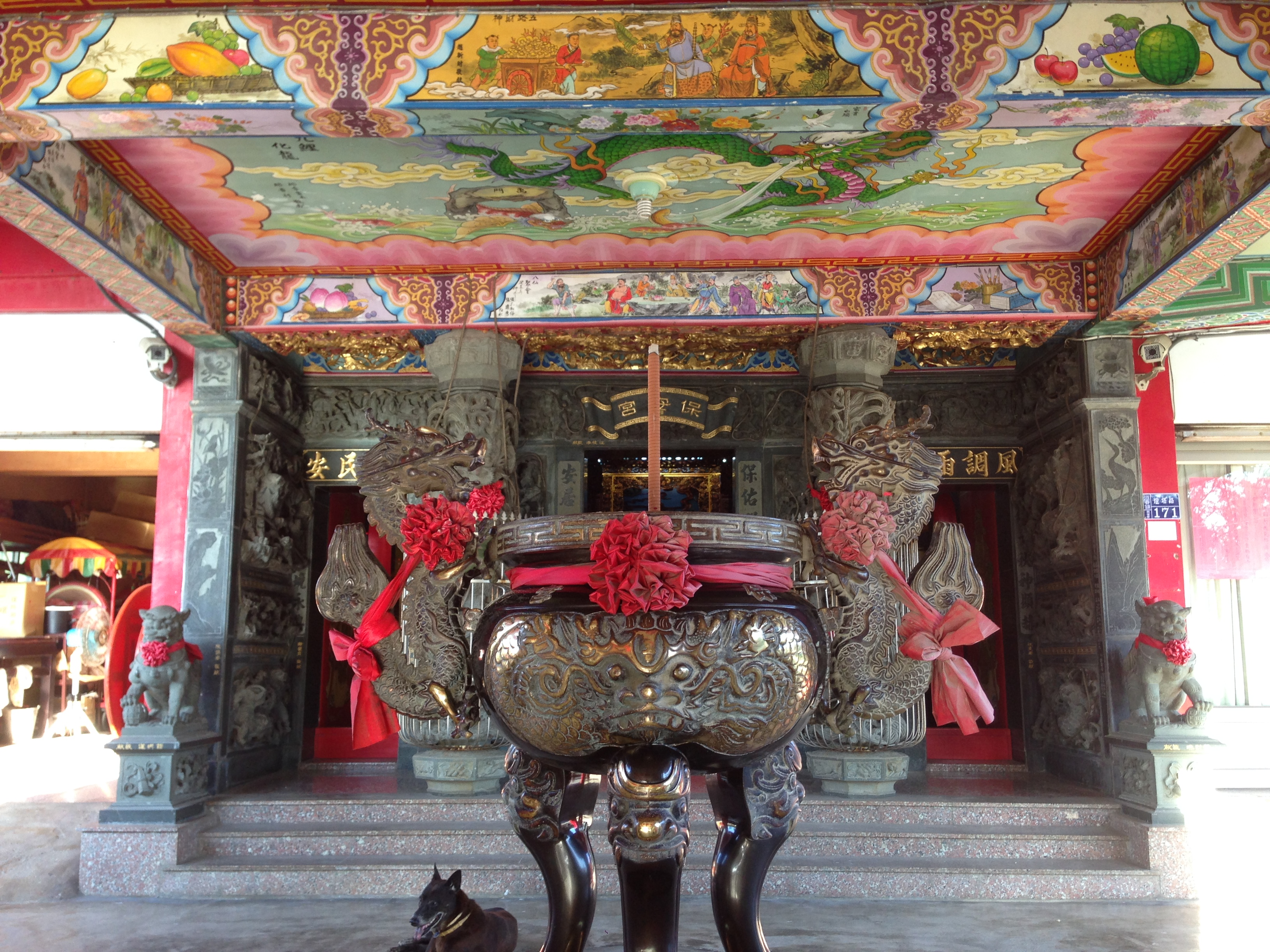
旁邊門牌寫為燈塔路170號。

第七屆管委會主委葉啟東、副主委李梅菁、顧問陳也梗，透過恆春鎮長葉明順爭取墾丁國家公園管理處幫助，於2010年11月25日內政部公告墾丁第3次通盤檢討計劃，正式變更為此廟土地。

## 祭祀
該廟與恆春半島西麓的高山巖福德宮、東側的滿州鄉茶山福德宮、中央恆春福德宮、北方車城福安宮，結盟成五方土地公，一同繞境祈福。